# Лиса-строитель (мультфильм, 1936)
«Лиса-строитель» — советский рисованный мультфильм 1936 года. По мотивам басни И. А. Крылова.

## Сюжет
На рассвете лиса залезла в курятник и в суматохе утащила несколько кур. Петух решил построить новый укреплённый куриный двор. Лиса пришла к нему с готовым проектом и предложила свои услуги. Петух согласился и лиса построила стены, однако оставила для себя лазейку. На новоселье петух пригласил в гости квартет: медведя, козла, осла и обезьянку. Под музыку куры стали плясать, а лиса схватила жирную курицу и побежала. За ней ринулась погоня, возглавленная медведем. Убегая, лиса упустила курицу, благодаря зверям, и медведь выдворил ее, но в конце она убила и утащила петуха.

## Съёмочная группа
| Либретто           | Эммануила Двинского                                                                                       |
| Режиссёр-художник  | Александр Иванов                                                                                          |
| Композитор         | Александр Варламов                                                                                        |
| Старший художник   | Юрий Попов                                                                                                |
| Ассистент-художник | Геннадий Филиппов                                                                                         |
| Художники:         | Пётр Носов, Фаина Епифанова, Ламис Бредис, Борис Дёжкин, Наталья Теребина, Владимир Купер, Шандор Камалов |
| Оператор           | Дмитрий Каретный                                                                                          |
| Звукооператор      | Александр Свердлов                                                                                        |

- Создатели приведены по титрам мультфильма.

## Отличия от басни
- Место Льва в мультфильме занимает петух, который в конечном итоге сам же и становится добычей лисы.
- Приглашённые музыканты — герои несохранившегося предыдущего мультфильма Александра Иванова «Квартет» 1935 года. Они же присутствуют и в послевоенном мультфильме с таким же названием.